# Guy N’Dy Assembé
Guy Rolland N’Dy Assembé (* 28. Februar 1986 in Yaoundé) ist ein ehemaliger kamerunischer Fußballtorhüter.

## Karriere

### Verein
Guy N’Dy Assembé wurde in der kamerunischen Hauptstadt Yaoundé geboren, kam jedoch bereits in jungen Jahren nach Nantes in Frankreich. Der Torhüter, der sich durch starke Reflexe und eine gute Strafraumbeherrschung auszeichnet, wurde in einem Amateurklub der Stadt entdeckt und beim FC Nantes ausgebildet. Dort debütierte er schon bald in der Ligue 2, galt jedoch als Ersatztorwart. Zu Beginn der Saison 2009/10 wurde er auf Leihbasis vom FC Valenciennes verpflichtet, um den verletzungsbedingten Ausfall des Stammtorhüters zu ersetzen, wodurch er 17 Mal in der französischen Ligue 1 zum Einsatz kam. 2011 wechselte er zum AS Nancy, der ihn nach dem Abstieg aus der ersten französischen Liga im Sommer 2013 für eine Saison an den EA Guingamp auslieh. Dort gewann er überraschend durch einen 2:0-Erfolg im Finale über Stade Rennes den nationalen Pokal. Anschließend spielte er weitere fünf Jahre in Nancy, ehe er nach einem halben Jahr Vereinslosigkeit zum Drittligisten US Boulogne wechselte. Im Sommer 2021 nahm ihn dann der luxemburgische Erstligist US Hostert unter Vertrag, den er nach einem Jahr wieder verließ. Nachdem er bis zum Sommer 2023 ohne neuen Verein war, beendete der Torhüter seine aktive Karriere.

### Nationalmannschaft
Bei der Afrikameisterschaft 2010 wurde er erstmals in die Nationalmannschaft Kameruns berufen, bestritt aber erst in der Vorbereitung zur Fußball-Weltmeisterschaft 2010 in Südafrika sein erstes Länderspiel. Bei der WM blieb er allerdings ohne Einsatz. Bis 2016 absolvierte der Torhüter insgesamt 16 Partien, zwölf davon waren Freundschaftsspiele.

## Erfolge
- Französischer Pokalsieger: 2014